# Copa de Rusia 2023-24
La Copa de Rusia 2023-24 fue la 32.ª edición del torneo de fútbol por eliminatorias de Rusia desde la disolución de la Unión Soviética. La competición comenzó el 25 de julio de 2023 y finalizó el 2 de junio de 2024. El campeón defensor fue CSKA Moscú.

## Representación de clubes por categoría
- Liga Premier de Rusia (RPL): 16 clubes.
- Liga Nacional de Fútbol de Rusia (FNL): 18 clubes.[1]
- Liga de Fútbol Profesional de Rusia (PFL): 60 clubes.[2]
- Liga de Fútbol Amateur de Rusia (RAF): 14 clubes.[3]
- Total - 108 clubes.[4]

## Distribución
Los equipos de la Liga Premier y el resto de equipos se clasificaron a la fase eliminatoria por dos vías diferentes. Los equipos de la Liga Premier jugaron en la fase de grupos de la ruta RPL con un todos contra todos a dos vueltas, dividido en 4 grupos con 4 equipos en cada grupo, mientras que los otros equipos jugaron en la clasificación de la ruta de las regiones, comenzando con la primera ronda a partido único en cada etapa.

## Calendario
El calendario de la competición fue el siguiente.
| Fase                              | Ronda            | Fecha                                      |
| --------------------------------- | ---------------- | ------------------------------------------ |
| Clasificatoria (Ruta de regiones) | Ronda 1          | 1–2 de agosto de 2023                      |
| Clasificatoria (Ruta de regiones) | Ronda 2          | 22–23 de agosto de 2023                    |
| Clasificatoria (Ruta de regiones) | Ronda 3          | 4, 13–14 de septiembre de 2023             |
| Clasificatoria (Ruta de regiones) | Ronda 4          | 26–28 de septiembre de 2023                |
| Clasificatoria (Ruta de regiones) | Ronda 5          | 17–19 de octubre de 2023                   |
| Clasificatoria (Ruta de regiones) | Ronda 6          | 1–2 de noviembre de 2023                   |
| Grupos (Ruta de RPL)              | Jornada 1        | 25–27 de julio de 2023                     |
| Grupos (Ruta de RPL)              | Jornada 2        | 8–10 de agosto de 2023                     |
| Grupos (Ruta de RPL)              | Jornada 3        | 29–30 de agosto de 2023                    |
| Grupos (Ruta de RPL)              | Jornada 4        | 19–21 de septiembre de 2023                |
| Grupos (Ruta de RPL)              | Jornada 5        | 3–5 de octubre de 2023                     |
| Grupos (Ruta de RPL)              | Jornada 6        | 31 de octubre–2 de noviembre de 2023       |
| Eliminatoria                      | Cuartos de final | 28 de noviembre de 2023–15 de mayo de 2024 |
| Eliminatoria                      | Semifinales      | 28 de noviembre de 2023–15 de mayo de 2024 |
| Eliminatoria                      | Finales de ruta  | 28 de noviembre de 2023–15 de mayo de 2024 |
| Eliminatoria                      | Final            | 2 de junio de 2024                         |

## Fase clasificatoria (Ruta de regiones)

### Ronda 1
El sorteo de las rondas 1 y 2 fue el 17 de julio de 2023, a las 18:00 (MSK).

Clubes entrantes:
- 14 clubes de las ligas amateur.
- 22 clubes con el ranking más bajo de la Segunda Liga Rusa.

| Equipo 1                | Resultado    | Equipo 2                     |
| ----------------------- | ------------ | ---------------------------- |
| Amkal Moscú             | 3–2          | Krasnoye Znamya Noginsk      |
| Dalnerechensk           | w/o          | Irkutsk                      |
| Strogino Moscú          | 2–3          | Znamya Truda Orekhovo-Zuyevo |
| Temp Barnaúl            | 0–3          | Dinamo Barnaúl               |
| Nosta Novotroitsk       | 0–0 (3–2 p.) | Uralets-TS Nizhny Tagil      |
| Rodina Media Moscú      | 0–3          | Dinamo Vologda               |
| Pioner Leningradskaya   | 3–3 (2–4 p.) | Druzhba Maikop               |
| Dinamo Kírov            | 2–0          | Kompozit Pavlovsky Posad     |
| Volga Tver              | 2–1          | Elektron Veliky Nóvgorod     |
| Ilpar Ilyinsky          | 1–3          | Torpedo Miass                |
| StavropolAgroSoyuz      | 0–3          | Mashuk-KMV Piatigorsk        |
| Atom Novovoronezh       | 1–1 (4–5 p.) | Spartak Tambov               |
| Kolomna                 | 0–7          | Kvant Obninsk                |
| FShM Moscú              | 0–0 (2–3 p.) | Peresvet Domodedovo          |
| Kirovets-Voskhozhdeniye | 0–1          | Dinamo San Petersburgo       |
| Pskov-747               | 2–3          | Luki-Energiya Velikiye Luki  |
| Universitet Ulyanovsk   | 1–1 (4–2 p.) | Orgenergostroy Dimitrovgrado |
| 2DROTS Moscú            | 2–0          | Sajalin Yuzhno-Sajalinsk     |

### Ronda 2
El sorteo de la ronda 2 para definir el equipo local y visitante fue el 17 de julio de 2023. Las fechas de los partidos fue determinada para el 22 y 23 de agosto de 2023.

Clubes entrantes:
- 18 ganadores de la ronda 1.
- 38 clubes restantes de la Segunda Liga Rusa.

| Equipo 1                    | Resultado    | Equipo 2                     |
| --------------------------- | ------------ | ---------------------------- |
| Astrakhan                   | 0–1          | Rotor Volgogrado             |
| Legión Majachkalá           | 1–0          | Pobeda Jasaviurt             |
| Dinamo Stávropol            | 0–0 (5–3 p.) | Spartak Nalchik              |
| Biolog-Novokubansk          | 1–0          | Mashuk-KMV Piatigorsk        |
| SKA Rostov del Don          | 2–1          | Chayka Peschanokopskoye      |
| Kuban Holding               | 0–2          | Druzhba Maikop               |
| Metallurg Lipetsk           | 1–1 (4–5 p.) | Forte Taganrog               |
| Salyut Belgorod             | 2–0          | Avangard Kursk               |
| Veles Moscú                 | 5–2          | Peresvet Domodedovo          |
| Zorkiy Krasnogorsk          | 1–3          | Znamya Truda Orekhovo-Zuyevo |
| Murom                       | 1–3          | 2DROTS Moscú                 |
| Chertanovo Moscú            | 0–1          | Dinamo Kírov                 |
| Tekstilshchik Ivanovo       | 0–0 (4–3 p.) | Amkal Moscú                  |
| Spartak Kostroma            | 0–0 (6–7 p.) | Dinamo Vologda               |
| Dinamo Briansk              | 3–1          | Spartak Tambov               |
| Kaluga                      | 2–0          | Kvant Obninsk                |
| Zvezda San Petersburgo      | 2–2 (1–4 p.) | Dinamo San Petersburgo       |
| Luki-Energiya Velikiye Luki | 3–0          | Volga Tver                   |
| Zvezda Ryazan               | 2–1          | Kosmos Dolgoprudny           |
| Torpedo Vladimir            | 1–2          | Khimik Dzerzhinsk            |
| Sakhalinets Moscú           | 0–2          | Saturn Rámenskoye            |
| Khimik-Avgust Vurnary       | 1–1 (4–3 p.) | Zenit Penza                  |
| Volga Ulyanovsk             | 6–0          | Universitet Ulyanovsk        |
| Ufa                         | 0–0 (3–1 p.) | Nosta Novotroitsk            |
| Chelyabinsk                 | 1–0          | Irtysh Omsk                  |
| Amkar Perm                  | 0–0 (5–4 p.) | Torpedo Miass                |
| Novosibirsk                 | 2–3          | Dinamo Barnaúl               |
| Dinamo Vladivostok          | 0–0 (4–2 p.) | Irkutsk                      |

### Ronda 3
Las fechas de los partidos fueron programadas entre el 4 y 14 de septiembre de 2023.
Clubes entrantes:
- 28 ganadores de la ronda 2.

| Equipo 1               | Resultado    | Equipo 2                     |
| ---------------------- | ------------ | ---------------------------- |
| 2DROTS Moscú           | 2–0          | Dinamo Kírov                 |
| Rotor Volgogrado       | 3–0          | Legión Majachkalá            |
| Dinamo Stávropol       | 0–0 (3–5 p.) | Biolog-Novokubansk           |
| Druzhba Maikop         | 1–1 (3–4 p.) | SKA Rostov del Don           |
| Salyut Belgorod        | 1–1 (3–4 p.) | Forte Taganrog               |
| Veles Moscú            | 1–1 (1–4 p.) | Znamya Truda Orekhovo-Zuyevo |
| Dinamo Vologda         | 1–2          | Tekstilshchik Ivanovo        |
| Dinamo Briansk         | 0–0 (5–4 p.) | Kaluga                       |
| Dinamo San Petersburgo | 0–0 (4–5 p.) | Luki-Energiya Velikiye Luki  |
| Khimik Dzerzhinsk      | 1–1 (5–6 p.) | Zvezda Ryazan                |
| Saturn Rámenskoye      | 0–0 (3–1 p.) | Khimik-Avgust Vurnary        |
| Volga Ulyanovsk        | 0–0 (0–2 p.) | Ufa                          |
| Amkar Perm             | 1–0          | Chelyabinsk                  |
| Dinamo Vladivostok     | 0–0 (4–2 p.) | Dinamo Barnaúl               |

### Ronda 4
Las fechas de los partidos fueron programadas entre el 26 y 28 de septiembre de 2023.
Clubes entrantes:
- 14 ganadores de la ronda 3.
- 18 clubes de la Primera Liga Rusa.

| Equipo 1                     | Resultado    | Equipo 2                  |
| ---------------------------- | ------------ | ------------------------- |
| Ufa                          | 1–1 (8–7 p.) | Torpedo Moscú             |
| Saturn Rámenskoye            | 1–2          | Arsenal Tula              |
| Forte Taganrog               | 1–0          | Dinamo Majachkalá         |
| Amkar Perm                   | 1–1 (4–2 p.) | Kubán Krasnodar           |
| Luki-Energiya Velikiye Luki  | 1–2          | Yenisey Krasnoyarsk       |
| Dinamo Briansk               | 1–3          | Shinnik Yaroslavl         |
| Dinamo Vladivostok           | 2–0          | Tiumén                    |
| SKA Rostov del Don           | 0–3          | Neftekhimik               |
| KAMAZ Naberezhnye Chelny     | 1–0          | Leningradets              |
| Rotor Volgogrado             | 1–0          | Alania Vladikavkaz        |
| Znamya Truda Orekhovo-Zuyevo | 1–3          | Volgar Astrakhan          |
| Biolog-Novokubansk           | 1–2          | Chernomorets Novorossiysk |
| Tekstilshchik Ivanovo        | 1–3          | Rodina Moscú              |
| SKA-Jabarovsk                | 1–1 (4–2 p.) | Sokol Saratov             |
| Zvezda Ryazan                | 1–6          | Akron Tolyatti            |
| 2DROTS Moscú                 | 0–2          | Jimki                     |

### Ronda 5
Las fechas de los partidos fueron programadas entre el 17 y 19 de octubre de 2023.
Clubes entrantes:
- 16 ganadores de la ronda 4.

| Equipo 1                  | Resultado    | Equipo 2                 |
| ------------------------- | ------------ | ------------------------ |
| SKA-Jabarovsk             | 2–0          | Amkar Perm               |
| Jimki                     | 1–0          | Ufa                      |
| Dinamo Vladivostok        | 1–0          | Rotor Volgogrado         |
| Volgar Astrakhan          | 1–0          | Yenisey Krasnoyarsk      |
| Neftekhimik               | 0–2          | Forte Taganrog           |
| Chernomorets Novorossiysk | 0–0 (4–1 p.) | KAMAZ Naberezhnye Chelny |
| Akron Tolyatti            | 3–0          | Shinnik Yaroslavl        |
| Arsenal Tula              | 1–2          | Rodina Moscú             |

### Ronda 6
Las fechas de los partidos fueron programadas entre el 1 y 2 de noviembre de 2023.
Clubes entrantes:
- 8 ganadores de la ronda 5.

| Equipo 1       | Resultado | Equipo 2                  |
| -------------- | --------- | ------------------------- |
| Rodina Moscú   | 3–0       | Chernomorets Novorossiysk |
| Jimki          | 4–0       | Dinamo Vladivostok        |
| Forte Taganrog | 0–2       | SKA-Jabarovsk             |
| Akron Tolyatti | 0–1       | Volgar Astrakhan          |

## Fase de grupos (Ruta de RPL)
El sorteo de la fase de grupos fue el 24 de junio de 2023 a las 20:30 MSK (UTC+3) en vivo por «Match TV».
16 equipos de la Liga Premier Rusa (RPL) comenzaron el torneo desde la fase de grupos (4 equipos en cada grupo). Los clubes jugaron 6 partidos en esta fase.
| Bombo 1                               | Bombo 2                                          | Bombo 3                                       | Bombo 4                                            |
| ------------------------------------- | ------------------------------------------------ | --------------------------------------------- | -------------------------------------------------- |
| Zenit CSKA Moscú Spartak Moscú Rostov | Ajmat Grozni Krasnodar Oremburgo Lokomotiv Moscú | Dinamo Moscú Sochi Ural Krylia Sovetov Samara | Nizhni Nóvgorod Fakel Vorónezh Rubin Kazán Baltika |

### Grupo A
| Pos. | Equipo         | Pts. | PJ | G | GP | PP | P | GF | GC | Dif. | Clasificación                                    |
| ---- | -------------- | ---- | -- | - | -- | -- | - | -- | -- | ---- | ------------------------------------------------ |
| 1    | CSKA Moscú     | 11   | 6  | 2 | 2  | 1  | 1 | 11 | 5  | +6   | Avanza a los cuartos de final (ruta de RPL)      |
| 2    | Oremburgo      | 11   | 6  | 3 | 1  | 0  | 2 | 6  | 10 | −4   | Avanza a los cuartos de final (ruta de RPL)      |
| 3    | Sochi          | 8    | 6  | 2 | 0  | 2  | 2 | 7  | 6  | +1   | Avanza a los cuartos de final (ruta de regiones) |
| 4    | Fakel Vorónezh | 6    | 6  | 1 | 1  | 1  | 3 | 4  | 7  | −3   |                                                  |

 Fuente: RFU
Criterios de clasificación: 1) Puntos; 2) Ganados; 3) Gol diferencia; 4) Goles anotados; 5) Puntos partidos directos; 6) Puntos disciplinarios.
Notas:
1. 1 2  Puntos en partidos directos: CSKA Moscú 6, Oremburgo 0.

| \| Fecha \| Ciudad \| Local \| Resultado \| Visitante \| \| ------------------------ \| --------- \| -------------- \| ------------- \| -------------- \| \| 26 de julio de 2023 \| Oremburgo \| Oremburgo \| 0 – 6 \| CSKA Moscú \| \| 26 de julio de 2023 \| Vorónezh \| Fakel Vorónezh \| 1 – 3 \| Sochi \| \| 9 de agosto de 2023 \| Oremburgo \| Oremburgo \| 2 – 0 \| Sochi \| \| 9 de agosto de 2023 \| Moscú \| CSKA Moscú \| 0 – 2 \| Fakel Vorónezh \| \| 29 de agosto de 2023 \| Vorónezh \| Fakel Vorónezh \| 0 – 1 \| Oremburgo \| \| 30 de agosto de 2023 \| Sochi \| Sochi \| (4) 0 – 0 (5) \| CSKA Moscú \| \| 20 de septiembre de 2023 \| Moscú \| CSKA Moscú \| (4) 1 – 1 (2) \| Sochi \| \| 21 de septiembre de 2023 \| Oremburgo \| Oremburgo \| (4) 0 – 0 (2) \| Fakel Vorónezh \| \| 4 de octubre de 2023 \| Vorónezh \| Fakel Vorónezh \| (4) 1 – 1 (2) \| CSKA Moscú \| \| 4 de octubre de 2023 \| Sochi \| Sochi \| 1 – 2 \| Oremburgo \| \| 1 de noviembre de 2023 \| Sochi \| Sochi \| 2 – 0 \| Fakel Vorónezh \| \| 2 de noviembre de 2023 \| Moscú \| CSKA Moscú \| 3 – 1 \| Oremburgo \| |           |                |               |                |
| Fecha | Ciudad    | Local          | Resultado     | Visitante      |
| 26 de julio de 2023 | Oremburgo | Oremburgo      | 0 – 6         | CSKA Moscú     |
| 26 de julio de 2023 | Vorónezh  | Fakel Vorónezh | 1 – 3         | Sochi          |
| 9 de agosto de 2023 | Oremburgo | Oremburgo      | 2 – 0         | Sochi          |
| 9 de agosto de 2023 | Moscú     | CSKA Moscú     | 0 – 2         | Fakel Vorónezh |
| 29 de agosto de 2023 | Vorónezh  | Fakel Vorónezh | 0 – 1         | Oremburgo      |
| 30 de agosto de 2023 | Sochi     | Sochi          | (4) 0 – 0 (5) | CSKA Moscú     |
| 20 de septiembre de 2023 | Moscú     | CSKA Moscú     | (4) 1 – 1 (2) | Sochi          |
| 21 de septiembre de 2023 | Oremburgo | Oremburgo      | (4) 0 – 0 (2) | Fakel Vorónezh |
| 4 de octubre de 2023 | Vorónezh  | Fakel Vorónezh | (4) 1 – 1 (2) | CSKA Moscú     |
| 4 de octubre de 2023 | Sochi     | Sochi          | 1 – 2         | Oremburgo      |
| 1 de noviembre de 2023 | Sochi     | Sochi          | 2 – 0         | Fakel Vorónezh |
| 2 de noviembre de 2023 | Moscú     | CSKA Moscú     | 3 – 1         | Oremburgo      |

### Grupo B
| Pos. | Equipo          | Pts. | PJ | G | GP | PP | P | GF | GC | Dif. | Clasificación                                    |
| ---- | --------------- | ---- | -- | - | -- | -- | - | -- | -- | ---- | ------------------------------------------------ |
| 1    | Lokomotiv Moscú | 13   | 6  | 4 | 0  | 1  | 1 | 10 | 4  | +6   | Avanza a los cuartos de final (ruta de RPL)      |
| 2    | Rostov          | 11   | 6  | 3 | 1  | 0  | 2 | 7  | 7  | 0    | Avanza a los cuartos de final (ruta de RPL)      |
| 3    | Ural            | 8    | 6  | 2 | 1  | 0  | 3 | 7  | 7  | 0    | Avanza a los cuartos de final (ruta de regiones) |
| 4    | Rubin Kazán     | 4    | 6  | 1 | 0  | 1  | 4 | 2  | 8  | −6   |                                                  |

 Fuente: RFU
Criterios de clasificación: 1) Puntos; 2) Ganados; 3) Gol diferencia; 4) Goles anotados; 5) Puntos partidos directos; 6) Puntos disciplinarios.
| \| Fecha \| Ciudad \| Local \| Resultado \| Visitante \| \| ------------------------ \| -------------- \| --------------- \| ------------- \| --------------- \| \| 25 de julio de 2023 \| Moscú \| Lokomotiv Moscú \| 2 – 1 \| Ural \| \| 26 de julio de 2023 \| Rostov del Don \| Rostov \| 1 – 0 \| Rubin Kazán \| \| 8 de agosto de 2023 \| Ekaterimburgo \| Ural \| 1 – 0 \| Rostov \| \| 8 de agosto de 2023 \| Kazán \| Rubin Kazán \| 0 – 1 \| Lokomotiv Moscú \| \| 29 de agosto de 2023 \| Kazán \| Rubin Kazán \| 2 – 1 \| Ural \| \| 30 de agosto de 2023 \| Rostov del Don \| Rostov \| 2 – 1 \| Lokomotiv Moscú \| \| 20 de septiembre de 2023 \| Ekaterimburgo \| Ural \| (4) 0 – 0 (2) \| Lokomotiv Moscú \| \| 20 de septiembre de 2023 \| Kazán \| Rubin Kazán \| (2) 1 – 1 (4) \| Rostov \| \| 3 de octubre de 2023 \| Ekaterimburgo \| Ural \| 2 – 0 \| Rubin Kazán \| \| 3 de octubre de 2023 \| Moscú \| Lokomotiv Moscú \| 3 – 1 \| Rostov \| \| 1 de noviembre de 2023 \| Moscú \| Lokomotiv Moscú \| 3 – 0 \| Rubin Kazán \| \| 2 de noviembre de 2023 \| Rostov del Don \| Rostov \| 2 – 1 \| Ural \| |                |                 |               |                 |
| Fecha | Ciudad         | Local           | Resultado     | Visitante       |
| 25 de julio de 2023 | Moscú          | Lokomotiv Moscú | 2 – 1         | Ural            |
| 26 de julio de 2023 | Rostov del Don | Rostov          | 1 – 0         | Rubin Kazán     |
| 8 de agosto de 2023 | Ekaterimburgo  | Ural            | 1 – 0         | Rostov          |
| 8 de agosto de 2023 | Kazán          | Rubin Kazán     | 0 – 1         | Lokomotiv Moscú |
| 29 de agosto de 2023 | Kazán          | Rubin Kazán     | 2 – 1         | Ural            |
| 30 de agosto de 2023 | Rostov del Don | Rostov          | 2 – 1         | Lokomotiv Moscú |
| 20 de septiembre de 2023 | Ekaterimburgo  | Ural            | (4) 0 – 0 (2) | Lokomotiv Moscú |
| 20 de septiembre de 2023 | Kazán          | Rubin Kazán     | (2) 1 – 1 (4) | Rostov          |
| 3 de octubre de 2023 | Ekaterimburgo  | Ural            | 2 – 0         | Rubin Kazán     |
| 3 de octubre de 2023 | Moscú          | Lokomotiv Moscú | 3 – 1         | Rostov          |
| 1 de noviembre de 2023 | Moscú          | Lokomotiv Moscú | 3 – 0         | Rubin Kazán     |
| 2 de noviembre de 2023 | Rostov del Don | Rostov          | 2 – 1         | Ural            |

### Grupo C
| Pos. | Equipo                | Pts. | PJ | G | GP | PP | P | GF | GC | Dif. | Clasificación                                    |
| ---- | --------------------- | ---- | -- | - | -- | -- | - | -- | -- | ---- | ------------------------------------------------ |
| 1    | Zenit                 | 14   | 6  | 4 | 1  | 0  | 1 | 9  | 5  | +4   | Avanza a los cuartos de final (ruta de RPL)      |
| 2    | Baltika               | 12   | 6  | 4 | 0  | 0  | 2 | 12 | 7  | +5   | Avanza a los cuartos de final (ruta de RPL)      |
| 3    | Ajmat Grozni          | 7    | 6  | 2 | 0  | 1  | 3 | 10 | 12 | −2   | Avanza a los cuartos de final (ruta de regiones) |
| 4    | Krylia Sovetov Samara | 3    | 6  | 1 | 0  | 0  | 5 | 5  | 12 | −7   |                                                  |

 Fuente: RFU
Criterios de clasificación: 1) Puntos; 2) Ganados; 3) Gol diferencia; 4) Goles anotados; 5) Puntos partidos directos; 6) Puntos disciplinarios.
| \| Fecha \| Ciudad \| Local \| Resultado \| Visitante \| \| ------------------------ \| --------------- \| --------------------- \| ------------- \| --------------------- \| \| 25 de julio de 2023 \| San Petersburgo \| Zenit \| 2 – 0 \| Ajmat Grozni \| \| 26 de julio de 2023 \| Samara \| Krylia Sovetov Samara \| 2 – 3 \| Baltika \| \| 9 de agosto de 2023 \| Samara \| Krylia Sovetov Samara \| 0 – 1 \| Zenit \| \| 10 de agosto de 2023 \| Grozni \| Ajmat Grozni \| 0 – 2 \| Baltika \| \| 30 de agosto de 2023 \| Grozni \| Ajmat Grozni \| 3 – 1 \| Krylia Sovetov Samara \| \| 30 de agosto de 2023 \| Kaliningrado \| Baltika \| 1 – 0 \| Zenit \| \| 19 de septiembre de 2023 \| Kaliningrado \| Baltika \| 1 – 2 \| Krylia Sovetov Samara \| \| 20 de septiembre de 2023 \| Grozni \| Ajmat Grozni \| (2) 3 – 3 (4) \| Zenit \| \| 3 de octubre de 2023 \| San Petersburgo \| Zenit \| 2 – 1 \| Baltika \| \| 4 de octubre de 2023 \| Samara \| Krylia Sovetov Samara \| 0 – 3 \| Ajmat Grozni \| \| 31 de octubre de 2023 \| San Petersburgo \| Zenit \| 1 – 0 \| Krylia Sovetov Samara \| \| 31 de octubre de 2023 \| Kaliningrado \| Baltika \| 4 – 1 \| Ajmat Grozni \| |                 |                       |               |                       |
| Fecha | Ciudad          | Local                 | Resultado     | Visitante             |
| 25 de julio de 2023 | San Petersburgo | Zenit                 | 2 – 0         | Ajmat Grozni          |
| 26 de julio de 2023 | Samara          | Krylia Sovetov Samara | 2 – 3         | Baltika               |
| 9 de agosto de 2023 | Samara          | Krylia Sovetov Samara | 0 – 1         | Zenit                 |
| 10 de agosto de 2023 | Grozni          | Ajmat Grozni          | 0 – 2         | Baltika               |
| 30 de agosto de 2023 | Grozni          | Ajmat Grozni          | 3 – 1         | Krylia Sovetov Samara |
| 30 de agosto de 2023 | Kaliningrado    | Baltika               | 1 – 0         | Zenit                 |
| 19 de septiembre de 2023 | Kaliningrado    | Baltika               | 1 – 2         | Krylia Sovetov Samara |
| 20 de septiembre de 2023 | Grozni          | Ajmat Grozni          | (2) 3 – 3 (4) | Zenit                 |
| 3 de octubre de 2023 | San Petersburgo | Zenit                 | 2 – 1         | Baltika               |
| 4 de octubre de 2023 | Samara          | Krylia Sovetov Samara | 0 – 3         | Ajmat Grozni          |
| 31 de octubre de 2023 | San Petersburgo | Zenit                 | 1 – 0         | Krylia Sovetov Samara |
| 31 de octubre de 2023 | Kaliningrado    | Baltika               | 4 – 1         | Ajmat Grozni          |

### Grupo D
| Pos. | Equipo               | Pts. | PJ | G | GP | PP | P | GF | GC | Dif. | Clasificación                                    |
| ---- | -------------------- | ---- | -- | - | -- | -- | - | -- | -- | ---- | ------------------------------------------------ |
| 1    | Spartak Moscú        | 12   | 6  | 4 | 0  | 0  | 2 | 16 | 12 | +4   | Avanza a los cuartos de final (ruta de RPL)      |
| 2    | Dinamo Moscú         | 11   | 6  | 3 | 0  | 2  | 1 | 12 | 10 | +2   | Avanza a los cuartos de final (ruta de RPL)      |
| 3    | Krasnodar            | 11   | 6  | 3 | 1  | 0  | 2 | 12 | 9  | +3   | Avanza a los cuartos de final (ruta de regiones) |
| 4    | Pari Nizhni Nóvgorod | 2    | 6  | 0 | 1  | 0  | 5 | 6  | 15 | −9   |                                                  |

 Fuente: RFU
Criterios de clasificación: 1) Puntos; 2) Ganados; 3) Gol diferencia; 4) Goles anotados; 5) Puntos partidos directos; 6) Puntos disciplinarios.
Notas:
1. 1 2  Puntos en partidos directos: Dinamo Moscú 5, Krasnodar 1.

| \| Fecha \| Ciudad \| Local \| Resultado \| Visitante \| \| ------------------------ \| --------------- \| -------------------- \| ------------- \| -------------------- \| \| 25 de julio de 2023 \| Nizhni Nóvgorod \| Pari Nizhni Nóvgorod \| (4) 1 – 1 (3) \| Dinamo Moscú \| \| 27 de julio de 2023 \| Krasnodar \| Krasnodar \| 1 – 2 \| Spartak Moscú \| \| 8 de agosto de 2023 \| Moscú \| Spartak Moscú \| 5 – 4 \| Pari Nizhni Nóvgorod \| \| 9 de agosto de 2023 \| Moscú \| Dinamo Moscú \| 4 – 3 \| Krasnodar \| \| 29 de agosto de 2023 \| Moscú \| Spartak Moscú \| 4 – 1 \| Dinamo Moscú \| \| 29 de agosto de 2023 \| Nizhni Nóvgorod \| Pari Nizhni Nóvgorod \| 0 – 1 \| Krasnodar \| \| 19 de septiembre de 2023 \| Krasnodar \| Krasnodar \| (4) 1 – 1 (2) \| Dinamo Moscú \| \| 19 de septiembre de 2023 \| Nizhni Nóvgorod \| Pari Nizhni Nóvgorod \| 0 – 3 \| Spartak Moscú \| \| 4 de octubre de 2023 \| Moscú \| Dinamo Moscú \| 3 – 0 \| Spartak Moscú \| \| 4 de octubre de 2023 \| Krasnodar \| Krasnodar \| 3 – 0 \| Pari Nizhni Nóvgorod \| \| 1 de noviembre de 2023 \| Moscú \| Spartak Moscú \| 2 – 3 \| Krasnodar \| \| 2 de noviembre de 2023 \| Moscú \| Dinamo Moscú \| 2 – 1 \| Pari Nizhni Nóvgorod \| |                 |                      |               |                      |
| Fecha | Ciudad          | Local                | Resultado     | Visitante            |
| 25 de julio de 2023 | Nizhni Nóvgorod | Pari Nizhni Nóvgorod | (4) 1 – 1 (3) | Dinamo Moscú         |
| 27 de julio de 2023 | Krasnodar       | Krasnodar            | 1 – 2         | Spartak Moscú        |
| 8 de agosto de 2023 | Moscú           | Spartak Moscú        | 5 – 4         | Pari Nizhni Nóvgorod |
| 9 de agosto de 2023 | Moscú           | Dinamo Moscú         | 4 – 3         | Krasnodar            |
| 29 de agosto de 2023 | Moscú           | Spartak Moscú        | 4 – 1         | Dinamo Moscú         |
| 29 de agosto de 2023 | Nizhni Nóvgorod | Pari Nizhni Nóvgorod | 0 – 1         | Krasnodar            |
| 19 de septiembre de 2023 | Krasnodar       | Krasnodar            | (4) 1 – 1 (2) | Dinamo Moscú         |
| 19 de septiembre de 2023 | Nizhni Nóvgorod | Pari Nizhni Nóvgorod | 0 – 3         | Spartak Moscú        |
| 4 de octubre de 2023 | Moscú           | Dinamo Moscú         | 3 – 0         | Spartak Moscú        |
| 4 de octubre de 2023 | Krasnodar       | Krasnodar            | 3 – 0         | Pari Nizhni Nóvgorod |
| 1 de noviembre de 2023 | Moscú           | Spartak Moscú        | 2 – 3         | Krasnodar            |
| 2 de noviembre de 2023 | Moscú           | Dinamo Moscú         | 2 – 1         | Pari Nizhni Nóvgorod |

## Fase eliminatoria
En la fase eliminatoria, al igual que en la clasificación, los equipos se dividieron en dos rutas (cuadro superior e inferior).
Los equipos en la ruta de RPL (cuadro superior) jugaron entre sí a doble partido en una base de ida y vuelta. Los equipos perdedores después de dos etapas en la ruta de RPL tuvieron una segunda oportunidad en la ruta de regiones.
Los equipos en la ruta de regiones (cuadro inferior) jugaron entre sí a partido único. Cada ronda constó de dos fases. En los cuartos de final, los equipos de la ronda 6 de la clasificación de la ruta de regiones jugaron contra el tercer equipo clasificado de cada grupo de la ruta de RPL, luego, en la segunda etapa, jugaron contra el perdedor de cuartos de final de la ruta de RPL. En las primeras fases de semifinales y finales los equipos jugaron con los ganadores de la ronda anterior de la ruta de regiones, la segunda fase fue de la misma forma que en los cuartos de final.
Los ganadores de ambas rutas jugaron la gran final en junio de 2024 en el estadio Olímpico Luzhnikí.
| Bombo 1                                                                | Bombo 2                                                       |
| ---------------------------------------------------------------------- | ------------------------------------------------------------- |
| - CSKA Moscú (1) - Lokomotiv Moscú (1) - Zenit (1) - Spartak Moscú (1) | - Oremburgo (1) - Rostov (1) - Baltika (1) - Dinamo Moscú (1) |

| Bombo 1                                                                   | Bombo 2                                                   |
| ------------------------------------------------------------------------- | --------------------------------------------------------- |
| - Rodina Moscú (2) - Jimki (2) - SKA-Jabarovsk (2) - Volgar Astrakhan (2) | - Sochi (1) - Ural (1) - Ajmat Grozni (1) - Krasnodar (1) |

### Cuartos de final
El sorteo tuvo lugar el 3 de noviembre de 2023 a las 12:00 MSK en vivo por el canal «Match TV».
En los partidos de cuartos de final de la ruta de RPL, los equipos del mismo grupo no podían jugar entre sí. Los subcampeones de la fase de grupos jugaron los primeros partidos en casa. Los ganadores de la ronda 6 de la ruta de las regiones también jugaron partidos de la fase 1 de la ruta de las regiones en casa.

#### Ruta de RPL
| Ida; 29 de noviembre de 2023 | Oremburgo         | 1 – 0   | Spartak Moscú | Estadio Gazovik, Oremburgo                               |                                                          |
| 18:00 (UTC+5)                | Titkov 10' (pen.) | Reporte |               | Asistencia: 5438 espectadores Árbitro(s): Aleksey Sukhoy | Asistencia: 5438 espectadores Árbitro(s): Aleksey Sukhoy |

| Vuelta; 14 de marzo de 2024 | Spartak Moscú                             | 3 – 1 (Global 3 – 2) | Oremburgo        | Otkrytie Arena, Moscú            |                                  |
| 18:00 (UTC+3)               | - Sobolev 36' - Zinkovsky 65' - Babić 68' | Reporte              | Babić 10' (a.g.) | Árbitro(s): Vladislav Bezborodov | Árbitro(s): Vladislav Bezborodov |

| Ida; 29 de noviembre de 2023 | Rostov             | 1 – 1   | CSKA Moscú    | Rostov Arena, Rostov del Don                               |                                                            |
| 18:15 (UTC+3)                | Nababkin 8' (a.g.) | Reporte | Zabolotny 32' | Asistencia: 11 059 espectadores Árbitro(s): Kiril Levnikov | Asistencia: 11 059 espectadores Árbitro(s): Kiril Levnikov |

| Vuelta; 12 de marzo de 2024 | CSKA Moscú                 | 2 – 0 (Global 3 – 1) | Rostov | VEB Arena, Moscú             |                              |
| 20:15 (UTC+3)               | - Agapov 63' - Musayev 84' | Reporte              |        | Árbitro(s): Serguéi Karasiov | Árbitro(s): Serguéi Karasiov |

| Ida; 28 de noviembre de 2023 | Baltika                       | 2 – 2   | Lokomotiv Moscú       | Arena Baltika, Kaliningrado                              |                                                          |
| 17:15 (UTC+2)                | - Avanesyan 65' - Gassama 70' | Reporte | Suleymanov 16', 90+3' | Asistencia: 5702 espectadores Árbitro(s): Serguéi Cheban | Asistencia: 5702 espectadores Árbitro(s): Serguéi Cheban |

| Vuelta; 14 de marzo de 2024 | Lokomotiv Moscú                                                                      | 1 – 1 (6 – 7 p.)(Global 3 – 3) | Baltika                                                                      | RZD Arena, Moscú             |                              |
| 18:00 (UTC+3)               | Tiknizyan 3'                                                                         | Reporte                        | Kozlov 52'                                                                   | Árbitro(s): Artem Chistyakov | Árbitro(s): Artem Chistyakov |
|                             |                                                                                      | Tiros desde el punto penal     |                                                                              |                              |                              |
|                             | - Miranchuk - Suleymanov - Bárinov - Nenakhov - Dziuba - Nyamsi - Morozov - Pinyayev |                                | - Zhirov - Kaplenko - Bistrović - Kuzmin - Fameyeh - Andrade - Kozlov - Luna |                              |                              |

| Ida; 29 de noviembre de 2023 | Dinamo Moscú | 1 – 0   | Zenit | VTB Arena, Moscú                                          |                                                           |
| 18:15 (UTC+3)                | Smólov 74'   | Reporte |       | Asistencia: 17 831 espectadores Árbitro(s): Pavel Kukuyan | Asistencia: 17 831 espectadores Árbitro(s): Pavel Kukuyan |

| Vuelta; 13 de marzo de 2024 | Zenit              | 2 – 0 (Global 2 – 1) | Dinamo Moscú | Estadio Krestovski, San Petersburgo |                            |
| 20:15 (UTC+3)               | Cassierra 13', 21' | Reporte              |              | Árbitro(s): Serguéi Ivánov          | Árbitro(s): Serguéi Ivánov |

#### Ruta de regiones
Fase 1
| 12 de marzo de 2024 | Jimki                               | 2 – 0   | Krasnodar | Arena Jimki, Jimki                                        |                                                           |
| 18:00 (UTC+3)       | - Josónov 25' (pen.) - Isayenko 57' | Reporte |           | Asistencia: 1764 espectadores Árbitro(s): Kirill Levnikov | Asistencia: 1764 espectadores Árbitro(s): Kirill Levnikov |

| 13 de marzo de 2024 | Rodina Moscú                      | 1 – 1 (1 – 4 p.)           | Ural                                  | Sapsan Arena, Moscú        |                            |
| 18:00 (UTC+3)       | Yushin 7'                         | Reporte                    | Kashtanov 75' (pen.)                  | Árbitro(s): Aleksey Sukhoy | Árbitro(s): Aleksey Sukhoy |
|                     |                                   | Tiros desde el punto penal |                                       |                            |                            |
|                     | - Dmitriev - Kulikov - Timoshenko |                            | - Bicfalvi - Ishkov - Miškić - Ayupov |                            |                            |

| 13 de marzo de 2024 | Volgar Astrakhan  | 1 – 2   | Ajmat Grozni                | Estadio Central, Astracán  |                            |
| 16:30 (UTC+4)       | Zhamaletdínov 73' | Reporte | - Oleynikov 28' - Ilyin 58' | Árbitro(s): Rafael Shafeev | Árbitro(s): Rafael Shafeev |

| 14 de marzo de 2024 | SKA-Jabarovsk                                         | 1 – 1 (4 – 2 p.)           | Sochi                                           | Estadio Fisht, Sochi     |                          |
| 20:30 (UTC+3)       | Gongapshev 74'                                        | Reporte                    | Guarirapa 22'                                   | Árbitro(s): Roman Safyan | Árbitro(s): Roman Safyan |
|                     |                                                       | Tiros desde el punto penal |                                                 |                          |                          |
|                     | - Kozhemyakin - Petrov - Konovalov - Aliyev - Nikitin |                            | - Kramarič - Córdova - Attiyat Allah - Margasov |                          |                          |

Fase 2
| 4 de abril de 2024 | Ajmat Grozni | 0 – 1   | Oremburgo         | Ajmat Arena, Grozni           |                               |
| 19:30 (UTC+3)      |              | Reporte | Šatara 88' (a.g.) | Árbitro(s): Artyom Chistyakov | Árbitro(s): Artyom Chistyakov |

| 3 de abril de 2024 | Ural        | 1 – 0   | Lokomotiv Moscú | Estadio Central, Ekaterimburgo |                             |
| 18:00 (UTC+5)      | Emmerson 7' | Reporte |                 | Árbitro(s): Kirill Levnikov    | Árbitro(s): Kirill Levnikov |

| 2 de abril de 2024 | SKA-Jabarovsk  | 1 – 2   | Dinamo Moscú                 | Estadio Kirovets, Tijvin    |                             |
| 17:30 (UTC+3)      | Gongapshev 69' | Reporte | - Grulyov 12' - Balbuena 74' | Árbitro(s): Sergey Tsyganok | Árbitro(s): Sergey Tsyganok |

| 2 de abril de 2024 | Jimki                                                                                  | 0 – 0 (6 – 7 p.)           | Rostov                                                                              | Arena Jimki, Jimki         |                            |
| 20:00 (UTC+3)      |                                                                                        | Reporte                    |                                                                                     | Árbitro(s): Aleksey Sukhoy | Árbitro(s): Aleksey Sukhoy |
|                    |                                                                                        | Tiros desde el punto penal |                                                                                     |                            |                            |
|                    | - Netfullin - Yuzepchuk - Zhuravlyov - Terekhov - Korián - Kasimov - Volkov - Isayenko |                            | - Ronaldo - Golenkov - Komarov - Osipenko - Mohebi - Sako - El Askalany - Langovich |                            |                            |

### Semifinales

#### Ruta de RPL
| Ida; 3 de abril de 2024 | Spartak Moscú | 1 – 2   | Zenit             | Otkrytie Arena, Moscú        |                              |
| 20:30 (UTC+3)           | Ugalde 12'    | Reporte | Pedrinho 55', 65' | Árbitro(s): Serguéi Karasiov | Árbitro(s): Serguéi Karasiov |

| Vuelta; 17 de abril de 2024 | Zenit | 0 – 0 (Global 2 – 1) | Spartak Moscú | Estadio Krestovski, San Petersburgo |                            |
| 19:30 (UTC+3)               |       | Reporte              |               | Árbitro(s): Aleksey Sukhoy          | Árbitro(s): Aleksey Sukhoy |

| Ida; 3 de abril de 2024 | Baltika | 0 – 1   | CSKA Moscú | Arena Baltika, Kaliningrado |                            |
| 18:15 (UTC+3)           |         | Reporte | Dávila 39' | Árbitro(s): Serguéi Ivanov  | Árbitro(s): Serguéi Ivanov |

| Vuelta; 16 de abril de 2024 | CSKA Moscú                           | 2 – 0 (Global 3 – 0) | Baltika | VEB Arena, Moscú          |                           |
| 19:30 (UTC+3)               | - Chálov 34' (pen.) - Fayzullaev 36' | Reporte              |         | Árbitro(s): Yan Bobrovsky | Árbitro(s): Yan Bobrovsky |

#### Ruta de regiones
Fase 1
| 17 de abril de 2024 | Oremburgo                       | 2 – 4   | Dinamo Moscú                                              | Estadio Gazovik, Oremburgo |                           |
| 19:00 (UTC+5)       | - Ghorbani 68' - Thompson 90+2' | Reporte | - Smólov 11' - Tyukavin 62' - Makarov 74' - Carrascal 82' | Árbitro(s): Pavel Kukuyan  | Árbitro(s): Pavel Kukuyan |

| 17 de abril de 2024 | Ural          | 1 – 3   | Rostov                                            | Estadio Central, Ekaterimburgo   |                                  |
| 19:00 (UTC+5)       | Schettine 10' | Reporte | - Komarov 60' - Terentyev 72' - Komlichenko 90+5' | Árbitro(s): Vladislav Bezborodov | Árbitro(s): Vladislav Bezborodov |

Fase 2
| 2 de mayo de 2024 | Rostov | 0 – 1   | Baltika      | Rostov Arena, Rostov del Don |                             |
| 19:15 (UTC+3)     |        | Reporte | Avanesyan 4' | Árbitro(s): Kirill Levnikov  | Árbitro(s): Kirill Levnikov |

| 1 de mayo de 2024 | Dinamo Moscú | 0 – 2   | Spartak Moscú              | VTB Arena, Moscú           |                            |
| 18:00 (UTC+3)     |              | Reporte | - Sobolev 9' - Ignatov 39' | Árbitro(s): Aleksey Sukhoy | Árbitro(s): Aleksey Sukhoy |

### Finales de ruta

#### Ruta de RPL
| Ida; 2 de mayo de 2024 | CSKA Moscú    | 1 – 1   | Zenit       | VEB Arena, Moscú             |                              |
| 19:15 (UTC+3)          | Zabolotny 53' | Reporte | Yerojin 84' | Árbitro(s): Serguéi Karasiov | Árbitro(s): Serguéi Karasiov |

| Vuelta; 15 de mayo de 2024 | Zenit                                              | 0 – 0 (5 – 4 p.)(Global 1 – 1) | CSKA Moscú                                          | Estadio Krestovski, San Petersburgo |                           |
| 20:45 (UTC+3)              |                                                    | Reporte                        |                                                     | Árbitro(s): Pavel Kukuyan           | Árbitro(s): Pavel Kukuyan |
|                            |                                                    | Tiros desde el punto penal     |                                                     |                                     |                           |
|                            | - Cassierra - Isidor - Mostovói - Alip - Claudinho |                                | - Dávila - Oblyakov - Zabolotny - Divéyev - Musayev |                                     |                           |

#### Ruta de regiones
| 14 de mayo de 2024 | Baltika    | 1 – 0   | Spartak Moscú | Arena Baltika, Kaliningrado      |                                  |
| 19:45 (UTC+2)      | Andrade 4' | Reporte |               | Árbitro(s): Vladislav Bezborodov | Árbitro(s): Vladislav Bezborodov |

### Final
| 2 de junio de 2024 | Baltika            | 1 – 2   | Zenit                   | Estadio Olímpico Luzhnikí, Moscú                             |                                                              |
| 18:00 (UTC+3)      | Alex Fernandes 40' | Reporte | - Nino 81' - Alip 90+5' | Asistencia: 41 776 espectadores Árbitro(s): Serguéi Karasiov | Asistencia: 41 776 espectadores Árbitro(s): Serguéi Karasiov |

|                          |
| Bandera de Rusia         |
| Campeón Zenit 6.º título |